# 桜井薬品 (青森県)
株式会社櫻井薬品（さくらいやくひん）は、青森県三沢市に本社を置く企業である。
主に医療用医薬品等卸売事業、薬局事業を扱っていたが、2008年3月1日以降は薬局事業のみとなった。

## 沿革
- 1933年8月 - 創業。
- 2007年12月11日 - 2008年3月1日を期して、秋田県に本社を置く千秋薬品株式会社へ医療用医薬品等卸売事業を譲渡する契約締結。

## 現在の事業所
- 本社

青森県三沢市中央町3-6-6
- 櫻井第一薬局

青森県三沢市中央町3-6-4

## 2008年2月29日以前の事業所
- 本社

青森県三沢市東岡三沢2-47-1
- 八戸営業所

青森県八戸市諏訪2-9-35
- むつ出張所

青森県むつ市昭和町20-24
- 桜井第一薬局

青森県三沢市中央町3-6-4

## 主な取引メーカー
- 武田薬品
- バイエル薬品
- 日本化薬
- 扶桑薬品